# Gistad
Gistad is een plaats in de gemeente Linköping in het landschap Östergötland en de provincie Östergötlands län in Zweden. De plaats heeft 285 inwoners (2005) en een oppervlakte van 42 hectare. Langs de plaats lopen een doorgaande weg en spoorweg. Gistad wordt omringd door zowel landbouwgrond als bos en de stad Linköping ligt ongeveer vijfentwintig kilometer ten zuidwesten van het dorp. De stad Norrköping ligt juist een soort gelijke afstand ten noordoosten van het dorp.